# Електропривреда Републике Српске
«Електропривреда Републике Српске» (рус. Электроэнергетика Республики Сербской) — боснийская государственная электроэнергетическая компания, крупнейшая в Республике Сербской и вторая по масштабам в Боснии и Герцеговине. Официальное полное название — Смешанный холдинг «Електропривреда Републике Српске» Материнское предприятие АО «Требине» (серб. Мјешовити холдинг „Електропривреда Републике Српске“ Матично предузеће а. д. Требиње). Занимается производством электроэнергии для Республики Сербской и управлением распределения энергии. Генеральный директор — Бранислава Милекич (серб. Бранислава Милекић).

## История
«Електропривреда» была основана 2 июня 1992 года по указу Народной скупщины Республики Сербской как общественное предприятие. Владельцем материнской компании и по настоящее время является правительство Республики Сербской. 30 декабря 2005 правительством было подписано распоряжение 02/I-020-60/06 в соответствии с «Законом о предприятиях» и «Законом об общественных предприятиях»: «Електропривреда» была преобразована в смешанный холдинг с материнской компанией и 11 дочерними компаниями.

## Структура
В состав компании «Електропривреда Републике Српске» входят материнская компания и 11 дочерних: пять из них занимаются производством электроэнергии, пять — распределением электроэнергии, ещё одной является Электроэнергетический центр исследований и разработок (серб. Истраживачко-развојни центар електроенергетике), сокращённо ИРЦЕ.
- Структура капитала каждой из 11 дочерних компаний:
  - 65 % — капитал материнской компании
  - 20 % — ваучеры
  - 10 % — частные лиц
  - 5 % — реституция
- Структура капитала ИРЦЕ:
  - 14 % — государственный капитал
  - 51 % — капитал материнской компании
  - 20 % — ваучеры
  - 10 % — частные лиц
  - 5 % — реституция
- Весь капитал материнской компании государству.

Производством электроэнергетики занимаются:
- Требинская ГЭС (город Требине)[7]
- Дринская ГЭС (город Вишеград)
- Врбасская ГЭС (город Мрконич-Град)
- ТЭЦ Гацко (город Гацко)
- ТЭС «Углевик» (город Углевик)

Распределением электроэнергетики занимаются:
- АО «Електрокрајина» (город Баня Лука)
- АО «Електро Добој» (город Добой)
- АО «Електро Бијељина» (город Биелина)
- АО «Електродистрибуција Пале» (город Пале)
- АО «Електрохерцеговина» (город Требине)